# Sinclair Weeks

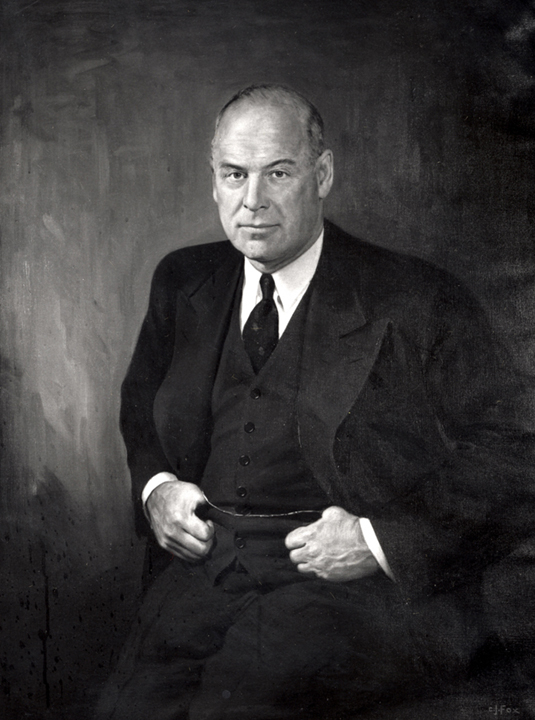
Sinclair Weeks

Charles Sinclair Weeks (* 15. Juni 1893 in West Newton, Middlesex County, Massachusetts; † 7. Februar 1972 in Concord, Massachusetts) war ein US-amerikanischer Politiker und vom 21. Januar 1953 bis zum 10. November 1958 Handelsminister der Vereinigten Staaten unter Präsident Dwight D. Eisenhower.
Weeks promovierte an der Harvard University, diente 1916 im Grenzgebiet zwischen den USA und Mexiko mit der Nationalgarde und im Ersten Weltkrieg. Er war neben seinen politischen Aktivitäten bis ins hohe Alter als Geschäftsmann in mehreren Industrien tätig. Weeks war ein Mitglied der Republikanischen Partei. Zwischen 1930 und 1935 wurde er Bürgermeister von Newton. Im Februar 1944 wurde Weeks US-Senator für Massachusetts, als ihn der Gouverneur nach dem Rücktritt von Henry Cabot Lodge, Jr. dazu ernannte, da dieser im Zweiten Weltkrieg diente. Im Dezember 1944 wurde Weeks zum neuen Senator von Massachusetts gewählt, jedoch nahm er diese Wahl nicht an. Er war Mitglied des Republican National Committee zwischen 1941 und 1953 sowie Schatzmeister der Partei zwischen 1940 und 1944. Weeks’ Vater, John Wingate Weeks (1860–1926) war US-Kongressmitglied und Senator für Massachusetts sowie Kriegsminister zwischen 1921 und 1925.